# Bisbat de Xai-Xai
La diòcesi de Xai-Xai (portuguès: Diocese de Xai-Xai; llatí: Dioecesis Xai-Xaiensis) és una seu de l'Església Catòlica a Moçambic, sufragània de l'arquebisbat de Maputo. L'any 2014 tenia 304.000 batejats entre 1.699.000 habitants. Actualment està regida pel bisbe Lúcio Andrice Muandula.

## Territori
La diòcesi comprèn tota la província de Gaza, a Moçambic.
La seu episcopal és la ciutat de Xai-Xai (anomenada "João Belo" fins al 1975), on es troba la catedral de Sant Joan Baptista.
El territori s'estén sobre 75.709 km², i està dividida en 27 parròquies.

## Història
La diòcesi de João Belo va ser erigida el 19 de juny de 1970 mitjançant la butlla Sancta atque Evangelica del Papa Pau VI, prenent el territori de l'arxidiòcesi de Lourenço Marques (avui arquebisbat de Maputo).
L'1 d'octubre de 1976, després del canvi de nom de la ciutat seu de la diòcesi, assumí el seu nom actual.
El 31 de gener de 2013 el bisbe de Xai-Xai, Lucio Andrice Muandula, va ser nomenat pel Papa Benet XVI per servir com a membre del Consell Pontifici per a la Cura Pastoral dels Migrants i els Itinerants.
El 30 de març de 2015, mossèn Alberto Vera de Aréjula va ser nomenat bisbe auxiliar de Xai-Xai i bisbe titular de Novabarbara pel Papa Francesc.

## Cronologia episcopal
- Félix Niza Ribeiro † (19 de febrer de 1972 - 31 de maig de 1976 renuncià)
- Júlio Duarte Langa (31 de maig de 1976 - 12 de juliol de 2004 jubilat)
- Lúcio Andrice Muandula, des del 24 de juny de 2004

## Estadístiques
A finals del 2014, la diòcesi tenia 304.000 batejats sobre una població de 1.699.000 persones, equivalent al 17,9% del total.
| any  | població | població  | població | sacerdots | sacerdots       | sacerdots       | sacerdots             | diaques | religiosos | religiosos | parròquies |
| ---- | -------- | --------- | -------- | --------- | --------------- | --------------- | --------------------- | ------- | ---------- | ---------- | ---------- |
| any  | batejats | total     | %        | total     | clergat secular | clergat regular | batejats por sacerdot | diaques | homes      | dones      |            |
| 1970 | 150.000  | 650.000   | 23,1     | 38        | 3               | 35              | 3.947                 |         |            |            |            |
| 1980 | 192.000  | 908.000   | 21,1     | 14        | 2               | 12              | 13.714                |         | 13         | 29         | 18         |
| 1990 | 194.048  | 1.039.000 | 18,7     | 11        | 1               | 10              | 17.640                |         | 12         | 34         | 18         |
| 1999 | 204.430  | 1.087.000 | 18,8     | 16        | 5               | 11              | 12.776                |         | 16         | 35         | 34         |
| 2000 | 202.990  | 1.108.000 | 18,3     | 17        | 6               | 11              | 11.940                |         | 11         | 51         | 34         |
| 2001 | 131.393  | 1.129.000 | 11,6     | 22        | 8               | 14              | 5.972                 |         | 14         | 67         | 22         |
| 2002 | 135.282  | 1.087.000 | 12,4     | 24        | 12              | 12              | 5.636                 |         | 15         | 47         | 28         |
| 2003 | 136.892  | 1.266.431 | 10,8     | 26        | 11              | 15              | 5.265                 |         | 15         | 58         | 34         |
| 2004 | 174.229  | 1.289.000 | 13,5     | 25        | 12              | 13              | 6.969                 |         | 16         | 49         | 21         |
| 2010 | 277.281  | 1.552.786 | 17,9     | 25        | 11              | 14              | 11.091                |         | 16         | 63         | 26         |
| 2014 | 304.000  | 1.699.000 | 17,9     | 27        | 16              | 11              | 11.259                |         | 13         | 54         | 27         |